# Cylindrophasia obscura
Cylindrophasia obscura là một loài ruồi trong họ Tachinidae.